# Strada Statale 7 via Appia
De SS7 of Strada Statale 7 via Appia is een Italiaanse Strada Statale en verbindt Rome met Brindisi. De weg volgt grotendeels het tracé van de gelijknamige Romeinse consulaire weg en werd in 1928 aangelegd. De route is 713km lang en verbindt de regios Lazio met Puglia en kruist Campania en Basilicata.
De weg wordt vrijwel geheel beheerd door ANAS, met uitzondering van enkele delen die beheerd worden door de regio Basilicata.

## Geschiedenis
De SS7 werd in 1928 aangelegd met de volgende route: Rome - Velletri - Terracina - Capua - Napels - Marigliano - Avellino - Atripalda - Bivio Sant'Angelo dei Lombardi - Lioni - Ruoti - Potenza - Laterza - Castellaneta - Taranto - Francavilla - Brindisi.
In 1935 werd het traject van Capua naar Avellino, via Napels en Marigliano, vervangen door een noordelijker traject via Caserta en Benevento; de oude route werd omgenummerd tot SS7bis.
In 1937 werd het tracé van de weg opnieuw aangepast, waarbij het oorspronkelijke traject van Pozzo Grillo naar Laterza via Ginosa werd verlaten ten gunste van een noordelijker traject via Matera, dat een deel omvatte dat tot dan toe deel uitmaakte van provinciale weg nr. 99.
In 1951 werd de aftakking van Formia naar Gaeta geclassificeerd als provinciale weg.
In 1952 werd de aftakking tussen de SS7 en het vliegveld Ciampino-Est geclassificeerd als een provinciale weg.

## Aftakkingen en snelkoppelingen

### SS7var/B Variante di Potenza
De SS7var/B of Variante di Potenza is een korte Italiaanse Strada Statale, de weg is 1,8km lang en gaat vanaf de aansluiting Potenza Est met de SS7 en de RA5 tot de aansluiting Vaglio B. met de SS7 en de SS407.

### SS7var/C Variante di Cisterna di Latina
De SS7var/C of Variante di Cisterna di Latina is een snelkoppeling van de SS7 bij Cisterna di Latina en is 5,3km lang.

### SS7racc Via Appia
De SS7racc of Strada Statale 7 racc Via Appia is een Italiaanse Strada Statale in de provincie Matera in Basilicata, de weg is 8km lang en is een verbindingsweg van de SS7 en gaat tot de SS407.

### SS7racc/A Raccordo di Porto Badino
De SS7racc/A of Raccordo di Porto Badino is een aftakking van de SS7 bij Terracina en verbindt de SS7 met de SS148, de weg is 1km lang.

### SS7racc/ter Via Appia
De SS7racc/ter of Strada Statale 7 racc/ter Via Appia is een korte Italiaanse Strada Statale met een lengte van 1km, de weg bevindt zich in Puglia en verbindt de SS7 met de A14